# Cho Shik
Cho Shik (Samga, 26 de junho de 1501 - 8 de fevereiro de 1572; Hangul:조식, Hanja:曺植), foi um político, acadêmico, poeta, filósofo da dinastia Joseon da Coreia. Foi membro da Fação Oriental. Yu nasceu em Samga, na província de Gyeongsang do Norte, de uma família yangban do clã Changryung Cho.

## Livro
- Nammyungjip (남명집 南冥集)
- Nammyunghakgi (남명학기 南冥學記)
- Shinmyungshado (신명사도 神明舍圖)
- Phahanjapgi (파한잡기 破閑雜記)
- Nammyunghakgiyupyun (남명학기유편 南冥學記類編)
- Nammyungga (남명가 南冥歌)
- Gwonseonjirogha (권선지로가 勸善指路歌)